# Load (음반)
《Load》는 미국의 헤비메탈 락 밴드인 메탈리카의 6번째 정규앨범이다. 발매일자는 1996년 6월 4일이다. 

## 음반 정보
드러머 라스 울리히는 "우리만의 다른 색깔을 찾고 팬들이 원하는 것은 잠시 멈추는 변화의 앨범"이라고 말했다.
이 앨범부터 메탈리카는 큰 변화를 보여주게 된다. 기존의 밴드 로고 대신 새로운 밴드 명 로고를 사용하기 시작했다. 밴드가 그동안 추구하던 헤비 메탈, 스래쉬 메탈이 아닌 얼터너티브, 하드 록 형태의 곡 들을 선보였고, 밴드의 상징성이라고 볼 수 있는 긴 머리카락을 짧게 자르는 멤버의 외형적인 모습에서도 변화를 보여주었다. 또 1995년부터 메탈리카는 모든 곡을 공연에서 연주할 때 악기를 E flat조로 튜닝하여 공연했는데, 역시 이 앨범부터 모든 수록곡은 E flat에 맞춰져 있다. 여러 변화로 인한 수 많은 논란에도 불구하고 미국 내에서만 500만 장 이상을 판매하고 빌보드200차트 1위까지 하였다.

## 앨범 아트
- 부클릿 앞면에 있는 사진은 미국의 사진작가 안드레스 세라노의 1990년 작품 〈정액과 피 3(Semen and Blood III)〉으로, 젖소의 피와 작가 자신의 정액을 섞어 만든 것이다.

- 이 앨범에서는 두 가지의 새로운 밴드 로고가 등장하는데, 하나는 밴드 명이고, 또 하나는 기존의 밴드 로고에서 'M'자를 따와 상하좌우로 합친 표창 모양의 문양이다.

## 투어
- 1996년 6월 4일 ~ 1997년 5월 28일 - Poor Touring Me 투어

## 싱글 발매
- 1996년 5월 21일 - Until It Sleeps
- 1996년 9월 9일 - Hero of the Day
- 1996년 11월 25일 - Mama Said
- 1997년 1월 7일 - King Nothing

## 수록곡
전체 작사: 제임스 헷필드
| #   | 제목                 | 작사·작곡                  | 재생 시간 |
| --- | -------------------- | -------------------------- | --------- |
| 1.  | Ain't My Bitch       | 제임스 헷필드, 라스 울리히 | 5:04      |
| 2.  | 2 × 4                | 헷필드, 울리히, 커크 해밋  | 5:28      |
| 3.  | The House Jack Built | 헷필드, 울리히, 해밋       | 6:39      |
| 4.  | Until It Sleeps      | 헷필드, 울리히             | 4:30      |
| 5.  | King Nothing         | 헷필드, 울리히, 해밋       | 5:28      |
| 6.  | Hero of the Day      | 헷필드, 울리히, 해밋       | 4:22      |
| 7.  | Bleeding Me          | 헷필드, 울리히, 해밋       | 8:18      |
| 8.  | Cure                 | 헷필드, 울리히, 해밋       | 4:54      |
| 9.  | Poor Twisted Me      | 헷필드, 울리히             | 4:00      |
| 10. | Wasting My Hate      | 헷필드, 울리히, 해밋       | 3:58      |
| 11. | Mama Said            | 헷필드, 울리히             | 5:20      |
| 12. | Thorn Within         | 헷필드, 울리히, 해밋       | 5:52      |
| 13. | Ronnie               | 헷필드, 울리히             | 5:17      |
| 14. | The Outlaw Torn      | 헷필드, 울리히             | 9:49      |

## 참여
이 목록은 해당 앨범의 부클릿 〈staff〉목록에서 발췌하였다.
| 메탈리카 - 제임스 헷필드(James Hetfield) - 보컬, 기타 - 라스 울리히(Lars Ulrich) - 드럼 - 커크 해밋(Kirk Hammett) - 기타 - 제이슨 뉴스테드(Jason Newsted) - 베이스, 백킹 보컬 | 스탭 - 밥 락, 제임스 헷필드, 라스 울리히 – 프로듀서 - Brian Dobbs - 녹음 - Randy Staub, Kent Matcke – 보조 - Brian Dobbs(The Plant 스튜디오, 추가녹음: Right Track 레코딩) - 녹음 - Jason Goldstein – 보조 - Randy Staub(Right Track 레코딩) - 믹싱 - Matt Curry – 믹싱 보조 - Mike Fraser(Quad 레코딩 스튜디오) – 추가 믹싱 - Mike Rew - 믹싱 보조 - George Marino(Sterling Sound) – 마스터링 - Paul DeCarli – 디지털 에디트 - Mike Gillies, Chris Vrenna – 디지털 에디트 보조 - Chris Vrenna – 프로그래밍 - Andie Airfix(Satori) – 디자인 - Andres Serrano – 커버 디자인 - Anton Corbijn – 사진 - Q Prime inc. - 매니지먼트 |